# Kościół św. Józefa w Wiedniu
Kościół św. Józefa w Wiedniu (Weinhaus, niem. Kirche in Weinhaus) – neogotycki, rzymskokatolicki kościół w Wiedniu, zlokalizowany na terenie dzielnicy 18 – Währing, a konkretnie w jej części – Weinhaus (ul. Gentzgasse 142).

## Historia
Kościół zbudowano w latach 1883–1889, według projektu Friedricha von Schmidta, autora ratusza w Wiedniu. Konsekrowany został 12 maja 1889 przez Celestyna Józefa Ganglbauera (Gangelbauera) – arcybiskupa Wiednia. Świątynia miała charakter wotywny – na 200-lecie odparcia Turków spod Wiednia w 1683 – zobacz: Bitwa pod Wiedniem.

## Architektura
Wieża kościoła ma 65 metrów wysokości, górując nad okolicą. Sam kościół podbudowany z cegły, na planie krzyża łacińskiego. Wewnątrz  znajduje się baptysterium (dawniej kaplica loretańska). Portal zdobią motywy roślinne. Kamienne rzeźby wykonała firma Eduard Hauser. Bogato rzeźbiony, neogotycki ołtarz główny przedstawia m.in. ofiarę Abla z napisem łacińskim: Dedit Deus Donis eius testimonium. Pierwsze cztery stacje drogi krzyżowej są autorstwa Franza Barwiga Starszego.

## Czasopismo
Parafia wydaje czasopismo Kirche in Weinhaus.

## Dojazd
Dojazd do świątyni zapewniają tramwaje Wiener Linien, linii 40 i 41 lub S-Bahn – stacja Gersthof.

## Galeria

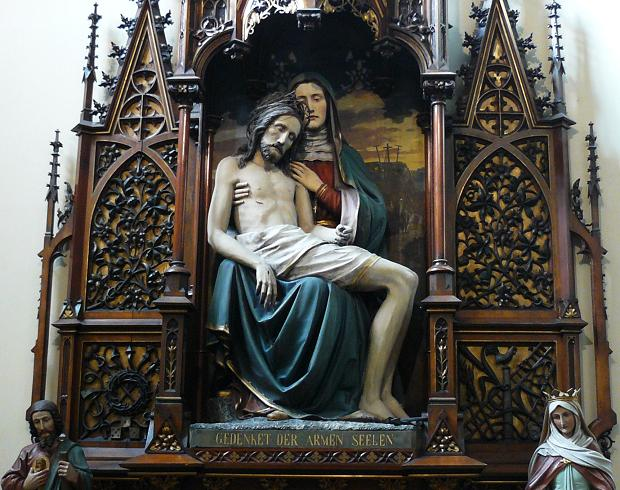
Pietà
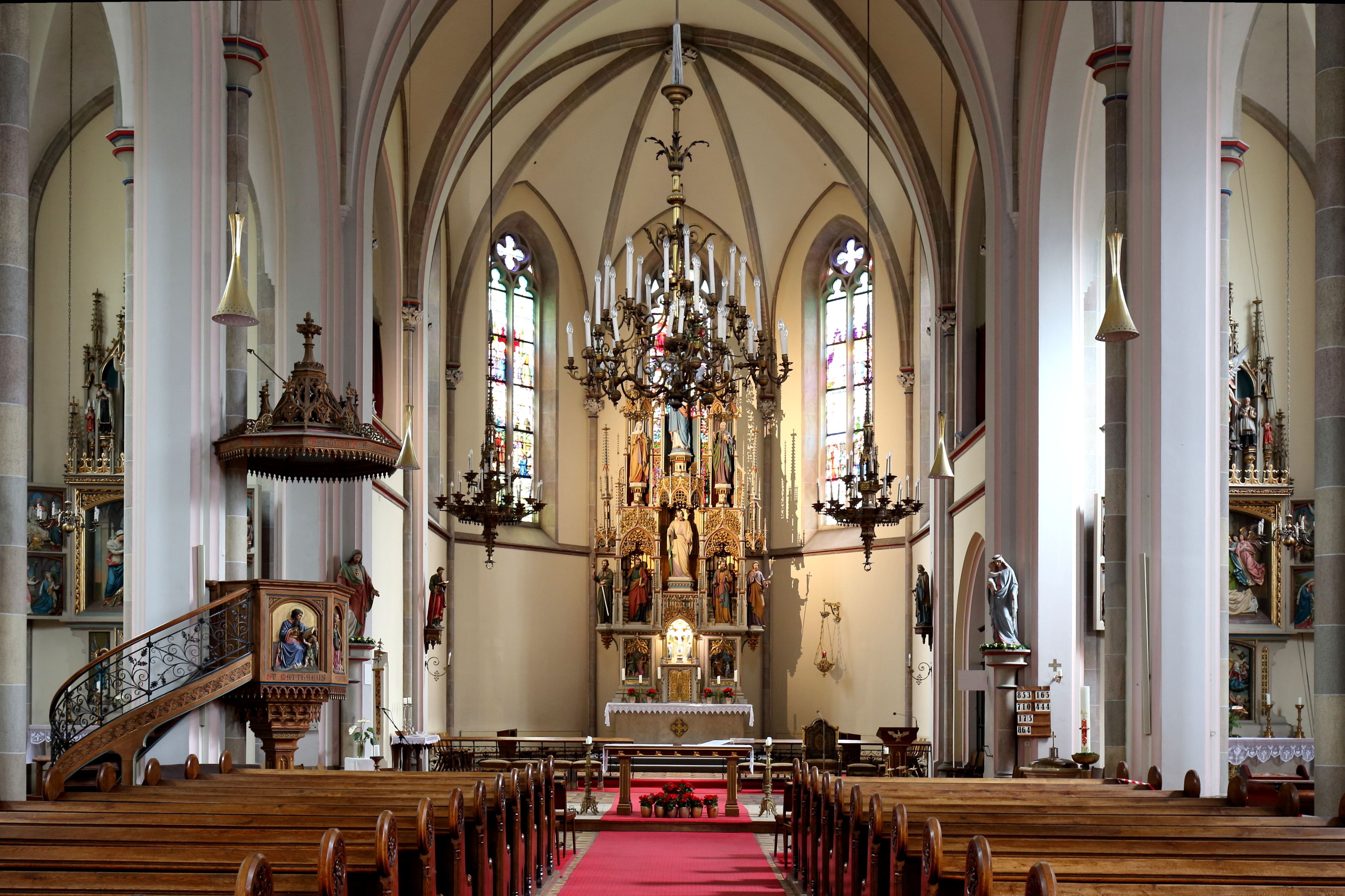
Wnętrze i ołtarz